# Futebol de 5 nos Jogos Parapan-Americanos de 2023
As competições de Futebol de 5 nos Jogos Parapan-Americanos de 2023 foram realizadas em Santiago, entre 18 e 25 de novembro. As provas acontecem no Centro de Esportes Paralímpicos do Estádio Nacional. O evento conta com a participação de 60 atletas de 6 países participantes.

## Medalhistas
Os jogadores medalhistas da edição foram:
|  | BRA Brasil |  | COL Colômbia |  | ARG Argentina |
|  | Luan de Lacerda Maicon Junior Cassio Lopes Jardiel Soares Jeferson da Conceição Raimundo Nonato Tiago Paraná Ricardinho Matheus Bum Jonatan da Silva |  | Dario Ardilla Fredy Gomes Duvian Lopez Enrique Martínez Alberto Lopez Alexander Hernández Nicolás Coca Jhon Eider Gonzales David Pérez Andrés Jaramillo |  | Guido Consoni Angel Deldo Froilan Padilla Nahuel Heredia Daniel Iturria Angel Jesus Merilos Osvaldo Fernandes Fabian Rios German Müleck Maximiliano Espinillo |

## Formato
As seis equipes se enfrentaram na fase de grupo, totalizando 5 jogos para cada time. Formou-se a classificação de acordo com o desempenho de cada uma das equipes. As duas equipes com melhores colocações disputaram a medalha de ouro. As equipes classificadas em terceiro e quarto lugares disputaram a medalha de bronze .

## Primeira fase
|  | Equipes classificadas à final                        |
|  | Equipes classificadas à disputa da medalha de bronze |
|  | Equipes classificadas à disputa do quinto lugar      |

Todas as partidas seguem o fuso horário local (UTC-3)
| Pos | Time      | Pts | J | V | E | D | GP | GC | SG  |
| --- | --------- | --- | - | - | - | - | -- | -- | --- |
| 1   | Brasil    | 12  | 5 | 4 | 0 | 1 | 9  | 1  | +8  |
| 2   | Colômbia  | 12  | 5 | 4 | 0 | 1 | 9  | 1  | +8  |
| 3   | Argentina | 12  | 5 | 4 | 0 | 1 | 8  | 1  | +7  |
| 4   | Chile (H) | 4   | 5 | 1 | 1 | 3 | 2  | 7  | –5  |
| 5   | México    | 2   | 5 | 0 | 2 | 3 | 1  | 9  | –8  |
| 6   | Peru      | 1   | 5 | 0 | 1 | 4 | 1  | 11 | –10 |

Brasil ficou à frente da Colômbia por conta da diferença de gols no jogo contra o Peru (5–0), assim como a Colômbia ficou à frente da Argentina pela diferença no saldo de gols
| 18 de Novembro de 2023 16:00 | Chile | 0 – 2     | Argentina         | Centro de Esportes Paralímpicos do Estádio Nacional Árbitro: Lucio Pinheiro |
|                              |       | Relatório | Espinillo 5', 17' |                                                                             |

| 18 de Novembro de 2023 18:00 | México | 0 – 1     | Brasil    | Centro de Esportes Paralímpicos do Estádio Nacional Árbitro: Luis Elber Escobar |
|                              |        | Relatório | Nonato 6' |                                                                                 |

| 18 de Novembro de 2023 20:00 | Colômbia       | 2 – 0     | Peru | Centro de Esportes Paralímpicos do Estádio Nacional Árbitro: Alfredo Martinez |
|                              | Perez 13', 18' | Relatório |      |                                                                               |

| 19 de Novembro de 2023 16:00 | Chile | 0 – 2     | Brasil                      | Centro de Esportes Paralímpicos do Estádio Nacional Árbitro: Alfredo Martinez |
|                              |       | Relatório | Ricardinho 11' · Nonato 15' |                                                                               |

| 19 de Novembro de 2023 18:00 | México | 0 – 3     | Colômbia                       | Centro de Esportes Paralímpicos do Estádio Nacional Árbitro: Lucio Morgado |
|                              |        | Relatório | Perez 9' · Gonzalez 23', 30+1' |                                                                            |

| 19 de Novembro de 2023 20:00 | Argentina    | 1 – 0     | Peru | Centro de Esportes Paralímpicos do Estádio Nacional Árbitro: Dayane Grosskopf |
|                              | Fernandes 9' | Relatório |      |                                                                               |

| 20 de Novembro de 2023 16:00 | Brasil     | 1 – 0     | Colômbia | Centro de Esportes Paralímpicos do Estádio Nacional Árbitro: Alfredo Martínez |
|                              | Nonato 27' | Relatório |          |                                                                               |

| 20 de Novembro de 2023 18:00 | Chile                  | 2 – 0     | Peru | Centro de Esportes Paralímpicos do Estádio Nacional Árbitro: Dayane Grosskopf |
|                              | Campos 22' · Silva 29' | Relatório |      |                                                                               |

| 20 de Novembro de 2023 20:00 | Argentina                         | 4 – 0     | México | Centro de Esportes Paralímpicos do Estádio Nacional Árbitro: Eliber Oliveros |
|                              | Espinillo 5' · Rios 12', 25', 26' | Relatório |        |                                                                              |

| 22 de Novembro de 2023 16:00 | Chile | 0 – 3     | Colômbia                     | Centro de Esportes Paralímpicos do Estádio Nacional Árbitro: Lucio Pinheiro |
|                              |       | Relatório | Perez 6', 15' · Gonzalez 16' |                                                                             |

| 22 de Novembro de 2023 18:00 | Brasil | 0 – 1     | Argentina    | Centro de Esportes Paralímpicos do Estádio Nacional Árbitro: Alfredo Martinez |
|                              |        | Relatório | Espinillo 2' |                                                                               |

| 22 de Novembro de 2023 20:00 | Peru     | 1 – 1     | México     | Centro de Esportes Paralímpicos do Estádio Nacional Árbitro: David Sanches |
|                              | Pérez 1' | Relatório | Rangel 16' |                                                                            |

| 23 de Novembro de 2023 16:00 | Colômbia    | 1 – 0     | Argentina | Centro de Esportes Paralímpicos do Estádio Nacional Árbitro: Lucio Pinheiro |
|                              | Gonzalez 2' | Relatório |           |                                                                             |

| 23 de Novembro de 2023 18:00 | Peru | 0 – 5     | Brasil                                            | Centro de Esportes Paralímpicos do Estádio Nacional Árbitro: Eliber Oliveros |
|                              |      | Relatório | Ricardinho 6', 9', 11' · Paraná 10' · Jefinho 27' |                                                                              |

| 23 de Novembro de 2023 20:00 | Chile | 0 – 0     | México | Centro de Esportes Paralímpicos do Estádio Nacional Árbitro: Dayane Grosskopf |
|                              |       | Relatório |        |                                                                               |

## Disputa pelo quinto lugar
| 25 de Novembro de 2023 16:00 | México | 0 – 0     | Peru | Centro de Esportes Paralímpicos do Estádio Nacional Árbitro: Pamela Guiterrez |
|                              |        | Relatório |      |                                                                               |

|                      |       | Penalidades           |  |
| Rivera Sotelo Rangel | 1 – 0 | Bartolo Estrada Pérez |  |

## Disputa pelo bronze
| 25 de Novembro de 2023 18:00 | Argentina          | 2 – 0     | Chile | Centro de Esportes Paralímpicos do Estádio Nacional Árbitro: Lucio Pinheiro |
|                              | Espinillo 10', 16' | Relatório |       |                                                                             |

## Final
| 25 de Novembro de 2023 20:00 | Brasil         | 1 – 0     | Colômbia | Centro de Esportes Paralímpicos do Estádio Nacional Árbitro: Alfredo Martínez |
|                              | Ricardinho 13' | Relatório |          |                                                                               |

## Classificação final
| Pos.              | Equipe    | Campanha | Campanha | Campanha |
| Pos.              | Equipe    | V        | E        | D        |
| ----------------- | --------- | -------- | -------- | -------- |
| Medalha de ouro   | Brasil    | 5        | 0        | 1        |
| Medalha de prata  | Colômbia  | 4        | 0        | 2        |
| Medalha de bronze | Argentina | 5        | 0        | 1        |
| 4                 | Chile     | 1        | 1        | 4        |
| 5                 | México    | 1        | 2        | 3        |
| 6                 | Peru      | 0        | 1        | 5        |